# 刘子兆
刘子兆，江西南昌人，中华民国军人、官員。
早年毕业于黄埔军校潮州分校，民国28年（1939年）1月至11月任福清县县长，民国30年（1941年）春接替曾建平任霞浦县县长，任职期间与商会会长薛浩民一同出城至霞浦南乡剿匪，其保安团被匪部全歼，薛浩民被杀，刘子兆仅只身逃脱回城。民国31年（1942年），霞浦乡绅到省政府处控告，最终刘以盗卖枪械、贩卖粮谷罪被撤职，判处有期徒刑7年，剥夺公权4年，收押于福建省保安处军人监狱。